# Peperomia portulacifolia
Peperomia portulacifolia är en pepparväxtart som beskrevs av Carl Sigismund Kunth. Peperomia portulacifolia ingår i släktet peperomior, och familjen pepparväxter. Inga underarter finns listade i Catalogue of Life.